# کلر رافرتی
کلر رافرتی (انگلیسی: Claire Rafferty؛ زادهٔ ۱۱ ژانویهٔ ۱۹۸۹) بازیکن فوتبال اهل بریتانیا است.
از باشگاه‌هایی که در آن بازی کرده‌است می‌توان به باشگاه فوتبال چلسی و باشگاه فوتبال زنان چلسی اشاره کرد.
وی همچنین در تیم‌های ملی فوتبال England women's national under-19 football team, England women's national under-23 football team، زنان انگلستان، و Great Britain women's Olympic football team بازی کرده‌است.